# Assentiz (Rio Maior)
Assentiz ist ein Ort und eine ehemalige Gemeinde (Freguesia) im portugiesischen Kreis Rio Maior. Die Gemeinde hatte 424 Einwohner (Stand 30. Juni 2011).
Am 29. September 2013 wurden die Gemeinden Assentiz und Marmeleira zur neuen Gemeinde União das Freguesias de Marmeleira e Assentiz zusammengeschlossen.